# András Kovács (Soziologe)
András Kovács (* 6. Januar 1947 in Budapest) ist ein ungarischer Soziologe und Historiker. Er lehrte bis 2012 als Professor an der Central European University, Budapest-Wien, in den Programmen für Nationalismusstudien und Jüdische Studien. Kovács arbeitete ebenso bis 2012 an der Ungarischen Akademie der Wissenschaften.

## Leben
Sein Studium der Philosophie und Geschichte schloss Kovács 1971 an der Eötvös-Loránd-Universität in Budapest ab und promovierte dort 1973. Darauf arbeitete er in einem Verlag, bis er 1978 aus politischen Gründen entlassen wurde, weil er illegal das erste Samisdat-Buch mit dem Titel Marx in der Vierten Dekade veröffentlicht hatte. Bis 1989 arbeitete er nach einem Berufsverbot als freier Übersetzer und wirkte in der demokratischen Opposition mit. Von 1980 bis 1983 war er Gastprofessor an der Universität Paderborn, École des Hautes Études en Sciences Sociales (Paris), New York University (New York City) und Universität Twente. Er leitete die erste systematische Untersuchung der ungarischen Juden nach dem Holocaust ein, deren Ergebnisse in der ungarischen Opposition erschienen. Er gehörte zum ungarischen Bund freier Demokraten. Für die Kooperation der Ungarischen Akademie der Wissenschaften (MTA) mit der Soros Foundation in Budapest arbeitete er als Fellow 1986/87.
Nach der Wende lehrte Kovács an der Eötvös-Loránd-Universität und forschte an der Ungarischen Akademie der Wissenschaften. Von 1989 bis zum politischen Kurswechsel 1995 leitete er das politische Beratungsteam der noch linksliberalen Fidesz-Partei und war persönlicher Berater von Viktor Orbán. 1997 wurde er Professor an der Central European University und 2002 Direktor der Jüdischen Studien.
Ab 1988 war er Gastdozent am Salomon Ludwig Steinheim-Institut für Deutsch-Jüdische Geschichte, Duisburg, am Institut für die Wissenschaften vom Menschen, Wien, am Moses Mendelssohn Zentrum für europäisch-jüdische Studien, Potsdam, am Internationalen Forschungszentrum Kulturwissenschaften, Wien, am Institut für Soziologie, Universität Wien, und am Zentrum für Antisemitismusforschung, TU Berlin (2004 und 2008).

## Werk
Seine Hauptinteressen sind der gegenwärtige Antisemitismus, die Geschichte der Juden in Ungarn nach 1945, der politische Umgang mit Juden in den kommunistischen Parteien, die extreme Rechte in Europa.

## Schriften
- The Stranger at Hand. Antisemitic Prejudices in post-Communist Hungary. Brill, Leiden – Boston 2011.
  - The Stranger at Hand (Paperback): Antisemitic Prejudices in Post-Communist Hungary (Jewish Identities in a Changing World, 15). Brill, Leiden – Boston 2013. ISBN 978-9-00425330-8.
- Antisemitic Prejudice and Political Antisemitism in Present-Day Hungary. In: Journal for Study of Antisemitism, Volume 4, Issue 2, 2012,
- Variations on a Theme: The Jewish ‘Other’ in Old and New Antisemitic Media Discourses in Hungary in the 1940s and in 2011 (mit Anna Szilágyi), In: Ruth Wodak, J.E. Richardson (Hg.): Analysing Fascist Discourse. European Fascism in Talk and Text. Routledge, New York – London, 2013.
- The Post-Communist Extreme Right: the Jobbik party in Hungary. In: R. Wodak, Brigitte Mral, Majid Khosravinik (Hg.): Right-Wing Populism in Europe. Politics and Discourse, Bloomsbury Publishing, London u. a. 2013.
- Antisemitic Elements in Communist Discourse: a continuity factor in post-communist Hungarian antisemitism, In: Fr. Guesnet, Gwen Jones (Hg.): Antisemitism in an Era of Transition. Continuities and Impact in Post-Communist Poland and Hungary, Peter Lang Edition, Frankfurt a. M. 2014
- (Hg.): Communism’s Jewish Question. Jewish issues in Communist archives. De Gruyter, Oldenbourg, 2017. ISBN 978-3-11041152-2.
- (Hg. mit Ildikó Barna): Jews and Jewry in Hungary, Szombat, Budapest 2018 (2017 ungarisch)

## Ehrungen
- Verdienstorden der Republik Ungarn 2006
- Széchenyi-Preis der Republik Ungarn, 2013[6]

## Einzelbelege
1. ↑  Andras Kovacs | CEU People. Abgerufen am 30. Oktober 2024.
2. ↑  András Kovács. Abgerufen am 30. Oktober 2024.
3. ↑  Heléna Huhák: Kovács, András, ed. Marx in the Fourth Decade, 1977. Collective volume - Registry - Courage – Connecting collections. 31. Januar 2019, abgerufen am 30. Oktober 2024 (amerikanisches Englisch).
4. 1 2  CV
5. ↑  „Das ist eine Übergangslösung“. In: Die Tageszeitung: taz. 26. Juni 1989, ISSN 0931-9085 (taz.de [abgerufen am 30. Oktober 2024]).
6. ↑  CEU’s Andras Kovacs Awarded Hungary’s Szechenyi Prize | Central European University. Abgerufen am 30. Oktober 2024.

| Personendaten    | Personendaten                                    |
| ---------------- | ------------------------------------------------ |
| NAME             | Kovács, András                                   |
| KURZBESCHREIBUNG | ungarischer Soziologe und Antisemitismusforscher |
| GEBURTSDATUM     | 6. Januar 1947                                   |
| GEBURTSORT       | Budapest                                         |